# Patzig
Patzig est une commune sur l'île de Rügen, dans l'arrondissement de Poméranie-Occidentale-Rügen, Land de Mecklembourg-Poméranie-Occidentale.

## Géographie
Patzig se situe à 6 km au nord-ouest de Bergen auf Rügen. Elle comprend les quartiers de Patzig, Veikvitz et Woorke.

## Source, notes et références
- (de) Cet article est partiellement ou en totalité issu de l’article de Wikipédia en allemand intitulé « Patzig » (voir la liste des auteurs).